# Chiesa di Santa Maria Immacolata (Ayas)
La chiesa di Santa Maria Immacolata è un edificio religioso sito a Périasc, frazione di Ayas.